# Jan de Graaff
Jan de Graaff (* Mai 1903 in Leiden; † 5. August 1989 in New York, NY) war ein US-amerikanischer Gärtner niederländischer Herkunft.

## Leben
Durch seine Tätigkeit als Züchter legte er den Grundstein für den Erfolg der Lilien als weitverbreitete Gartenpflanze
in der zweiten Hälfte des 20. Jahrhunderts. Zuvor galten Lilien (vergleichbar mit Orchideen) als zwar schöne, aber, von einigen wenigen Ausnahmen abgesehen, schwierig zu kultivierende Pflanzengattung ohne Eignung für den Massenmarkt.
Die Familie de Graaff handelte bereits seit 1790 mit Gartenzwiebeln, hauptsächlich Narzissen, Schwertlilien und Tulpen. Bereits als Junge sammelte de Graaff alle zu dieser Zeit kommerziell erhältlichen Lilienarten, trat aber nicht direkt in das elterliche Geschäft ein, sondern begann zuerst eine diplomatische Ausbildung. 1928 kam er geschäftlich in die USA und wurde Berater der im selben Jahr gegründeten Oregon Bulb Farms nahe Portland, die sich zu dieser Zeit noch auf Narzissen und Schwertlilien konzentrierten. 1934 erwarb de Graaff das Unternehmen, begann 1938 mit ersten Zuchtversuchen und konnte 1940 erste größere Mengen an Zwiebeln anbieten. Im Juni 1947 selektierte er die Sorte Enchantment, die ein großer Erfolg wurde und als die am häufigsten verkaufte Lilie der Welt gilt. Wichtig an diesem Erfolg wurde allerdings vor allem, dass die Sorte den Markt für die Lilie als einfach zu handhabende Gartenpflanze vorbereitete und weiteren Hybriden Bahn brach.
Als mittelbares Resultat dieses Erfolges konnten die Oregon Bulb Farms im Laufe der 1950er Jahre ihre gesamte Ackerfläche mit Lilien bestellen. 1950 erhielt er die Thomas Roland Medal der Massachusetts Horticultural Society, 1962 wurde ihm die American Home Achievement Medal „für seine herausragende Arbeit im Gartenbau“ verliehen. 1968 verkaufte de Graaff sein Unternehmen und setzte sich in Manhattan zur Ruhe.
De Graaff war verheiratet und hatte mit seiner Frau Peggy einen Sohn (Alfred) und eine Tochter (Joan). Er starb an den Folgen der Parkinson-Krankheit.

## Werke
- Jan de Graaff: The New Book of Lilies. M. Barrows and Co., New York, NY 1951 (archive.org).
- Jan De Graaff, Edward Hyams: Lilies. Funk & Wagnalls, 1968 (archive.org).
- Jan de Graaff: A New Era in Hybrid Lilies. In: The American Horticultural Magazine. Band 48, Nr. 3, 1969, S. 110 (ahsgardening.org [PDF] mit Bild des Autors).